# Hadijog

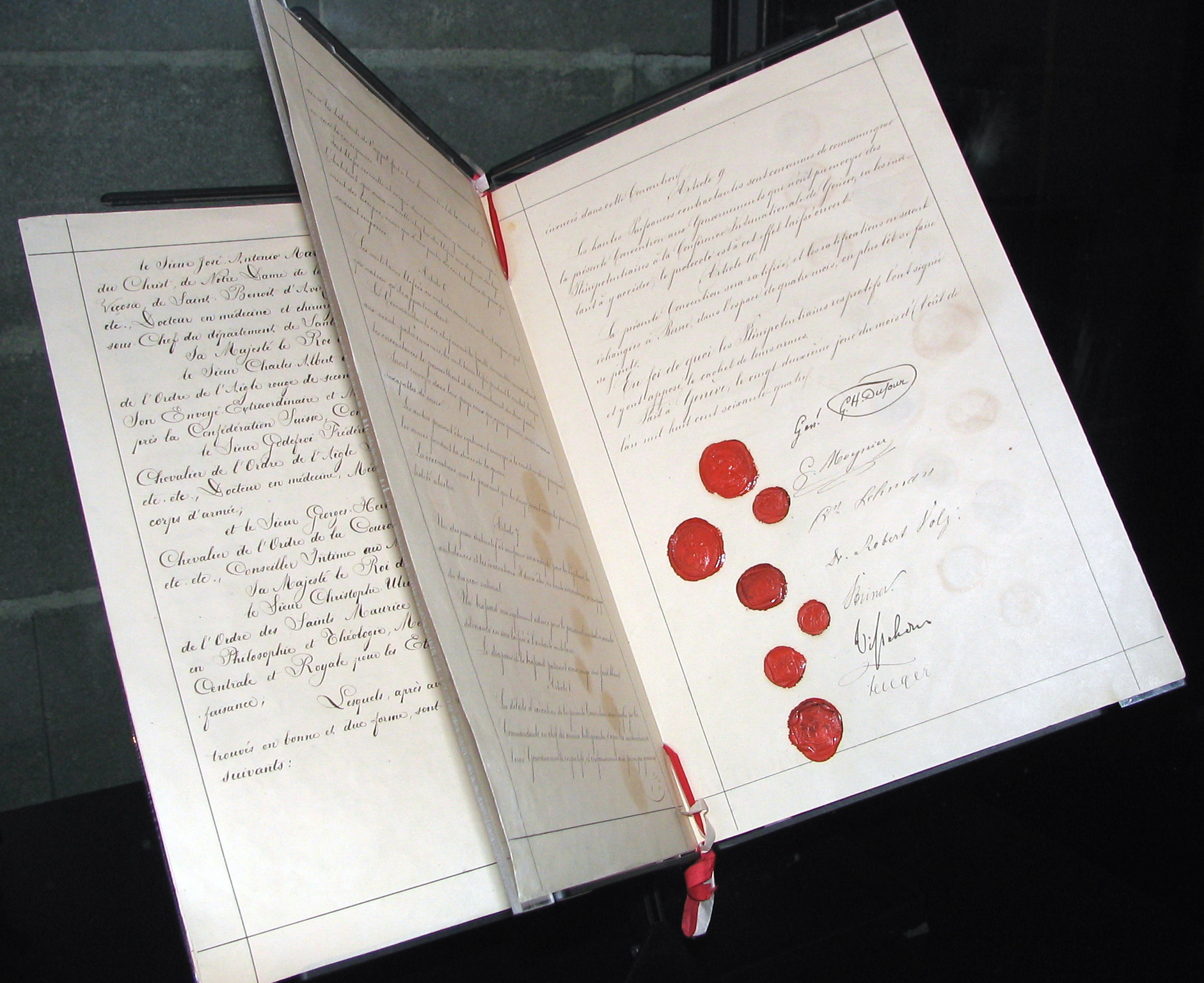
Az 1949-es első genfi konvenció a beteg és sebesült katonák védelméről

A hadijog a hadviselés módjaira és eszközeire, valamint a hadicselekményekkel érintett meghatározott személyek és dolgok védelmére (ius in bello) vonatkozó nemzetközi szerződések és szokásjogi normák összessége, a nemzetközi jog része.
A hadijog foglalkozik többek között a hadüzenet, a megadás jogi kérdéseivel, a hadifoglyok helyzetével, a katonai szükségszerűség, az arányosság és a megkülönböztetés elveivel, továbbá bizonyos felesleges szenvedéseket okozó fegyverek betiltásával.
A hadviselés szabályainak a nemzetközi jogba foglalása a 19. század második felében kezdődött. Az így kialakult nemzetközi hadijogot nem helyezte hatályon kívül az, hogy az ENSZ Alapokmánya megfosztotta az államokat a háború indításának addig létező jogától (jus ad bellum), s a háború kirobbantását nemzetközi bűncselekménynek minősítette.
A hadijog követelménye az is, hogy az államok törvényileg kötelezzék saját állampolgáraikat, elsősorban a fegyveres erőik tagjait a hadijog nemzetközi jogi normáinak betartására.

## A hadijog részei
A hadviselés módjaira és eszközeire vonatkozó szabályokat elsősorban a hágai egyezmények és nyilatkozatok tartalmazzák, ezért a hadijognak ezt a részét hágai jognak is nevezik.
A hadijog másik része a háború áldozatainak védelmére vonatkozó (humanitárius) szabályozás, aminek a genfi egyezmények a forrásai, ezért genfi jognak is nevezik.
A hadijog szokásjogi alapon kialakult jogszabályokból állt össze a hadviselő államoknak azon felismerése révén, hogy kölcsönös érdekük az, hogy a háború ne okozzon több kárt és szenvedést, mint amennyit a győzelem kivívása illetve az agresszió elhárítása elkerülhetetlenné tesz.

### Alapelvei
A hadijog alapelvei:
- Az általános érvényűség elve szerint a hadijog szabályait mind a támadó, mind a megtámadott összeütköző felek kötelesek betartani.
- A megkülönböztetés elve értelmében a harctevékenységek során különbséget kell tenni egyfelől részt a polgári személyek és a harcosok, másrészt a polgári javak és a katonai célpontok között. A harc csak a szemben álló fél fegyveres erői, harcosai és más katonai célpontjai ellen irányulhat.
- Az arányosság elve szerint katonai célpontok ellen csak olyan támadások indíthatók, melyek a polgári személyek és javaik körében előreláthatóan nem okoznak annyi áldozatot, sebesülést és kárt, hogy az meghaladná a konkrét és közvetlen katonai előny mértékét.
- A hadviselés korlátozottságának elve azt jelenti, hogy a harcoló feleknek nincs korlátlan joguk az ellenségnek ártó hadviselési módszerek, eszközök megválasztására. Tilos felesleges károkat, szükségtelen szenvedéseket okozni.

A légi hadviselés és az űrháború nemzetközi jogilag szabályozatlan, azonban a fenti általános alapelveke ezekre is vonatkoznak.
A korszerű hadijog új elvei között szerepel
- az emberiség fennmaradása elsődlegességének elve a nemzeti érdekekkel szemben
- az emberi környezet megóvásának szükségessége
- mindazon fegyverek betiltása: 
  - amelyek nem tesznek különbséget katonai és polgári célpontok között
  - amelyek szükségtelen vagy aránytalan szenvedést, pusztítást okoznak
  - amelyek késleltetett hatásúak
  - amely hagyományos fegyverek segítik átlépni a tömegpusztító fegyverek alkalmazásától elválasztó küszöböt.

## Érvényesülése
A hadijog normáinak érvényesítését akadályozza, hogy viszonossághoz van kötve, tehát ha valamely állam nem részese egyes nemzetközi szerződéseknek, akkor ellenfele sem tartja kötelezőnek ezen rendelkezések betartását.
Bár a háborús bűnök felé egyre nagyobb figyelem fordul, és esetükben nemzetközi törvényszék bíráskodik, megelőzésük, felderítésük és megtorlásuk sok nehézségbe ütközik.
Különösen nehéz a hadijog érvényesítése irreguláris fegyveres erők esetében.